# Nina Bahinskaja
Nina Bahinskaja est une géologue et militante biélorusse née le 30 décembre 1946 à Minsk.

## Biographie
(avril 2024).

## Prises de positions

### Opposition à Loukachenko
En 2020, elle participe aux manifestations contre Alexandre Loukachenko,,,.